# Blissing Me
Blissing Me è un singolo della cantante islandese Björk, il secondo estratto dal nono album in studio Utopia e pubblicato il 15 novembre 2017.

## Descrizione
Il singolo è stato scritto da Björk e prodotto dalla stessa Björk ed Arca, con cui l'artista aveva già collaborato per l'album Vulnicura nel 2015.
La canzone parla di due amanti che si innamorano attraverso la musica, "due nerd della musica" che si inviano reciprocamente canzoni.
All'inizio del testo la cantante si chiede se, tra i messaggi straripanti, sia positivo parlare troppo di musica per entrare in intimità e conoscere l'altro («Is this excess texting a blending?»). Mentre infatti si può pensare che una relazione online manchi d'intimità, l'amore per la musica che i due condividono è la porta perfetta che gli permette di avvicinarsi. Björk riconosce inoltre un amore ricambiato dal partner che la porta a ritrovarsi in lui, a differenza della storia descritta nell'album Vulnicura, dove la relazione a lungo termine della cantante con l'ex marito finisce appunto perché il sentimento non è più reciproco e lei sente di amare il partner più di quanto lui la ami.
Ancora, il nuovo amore è definito come un bellissimo "wickerman" (un'antica effigie bruciata dai sacerdoti druidi in sacrificio) e dunque come una presenza sbalorditiva e spirituale.
Nella quarta strofa Björk si rende vulnerabile con l'amante (le sue mani la proteggono e la accarezzano) ma si chiede allo stesso tempo se sia pronta per avere un rapporto sessuale con lui («But would it be trapassing / wanting him to be blissing me?»). Si tratta di un richiamo alla canzone Cocoon, la più esplicita dell'album Vespertine («Who would have known / that a boy like him / would have entered me lightly / restoring my blisses?»).
Analizzando le canzoni che i due si mandano, la cantante capisce meglio l'altro come persona; nelle canzoni entrambi riversano i loro desideri più profondi, e mentre lei pensa di innamorarsi delle melodie, in realtà alla fine capisce che si sta innamorando di lui.
Il singolo è inoltre punteggiato da melodie a cascata e da pizzichi di arpe.

## Accoglienza
La rivista online Pitchfork ha assegnato l'etichetta di "Nuova traccia migliore" a Blissing Me, affermando nel titolo: "La nuova canzone di Björk vi farà credere di nuovo nell'amore". Alex Frank ha inoltre descritto Blissing Me come "un'affascinante canzone moderna d'amore" lodandone la qualità e la sincerità.

## Video musicale
Il video musicale - distribuito per la prima volta sulla pagina Facebook di Amazon Music UK il 15 novembre 2017 e diretto da Tim Walker ed Emma Dalzell - è stato girato in Islanda in una ripresa unica. Björk compare sola su uno sfondo bianco, che mette in evidenza gli ornamenti floreali dei capelli e il suo vaporoso abito azzurro. L'ambientazione vuole rispecchiare il romanticismo della canzone, mentre la cantante enfatizza con i gesti delle proprie mani le emozioni descritte.

## Tracce
CD1
1. Blissing Me – 5:06

CD2
1. Blissing Me (feat. Serpentwithfeet) – 4:15
2. Blissing Me (Arpa) – 5:05

## Classifiche
| Classifica (2018)    | Posizione massima |
| -------------------- | ----------------- |
| Regno Unito (vinili) | 2                 |